# هاروتیون مکرتچیان (نویسنده)
هاروتیون گابریلی مکرتچیان (ارمنی: Հարություն Գաբրիելի Մկրտչյան؛  زادهٔ ۱۵ آوریل ۱۹۰۳ - درگذشته ۱۵ نوامبر ۱۹۹۲) نویسنده، رمان‌نویس اهل ارمنستان بود.

## زندگی‌نامه
وی در ۱۵ آوریل ۱۹۰۳ در پایخنر به دنیا آمد و از دانشگاه دولتی تفلیس (۱۹۲۶)، دانشکده علوم الهی گئورگیان اچمیادزین (۱۹۱۹) و دانشگاه دولتی علوم پرورشی خاچاطور آبوویان ارمنستان (۱۹۴۰) فارغ‌التحصیل گشت. وی عضو اتحادیه نویسندگان شوروی بود. وی برنده جوایزی همچون نشان جنگ میهنی (درجه دو) و نشان دوستی خلق شد. وی در ۱۵ نوامبر ۱۹۹۲ در سن ۸۹ سالگی در ایروان درگذشت.

## نگارخانه

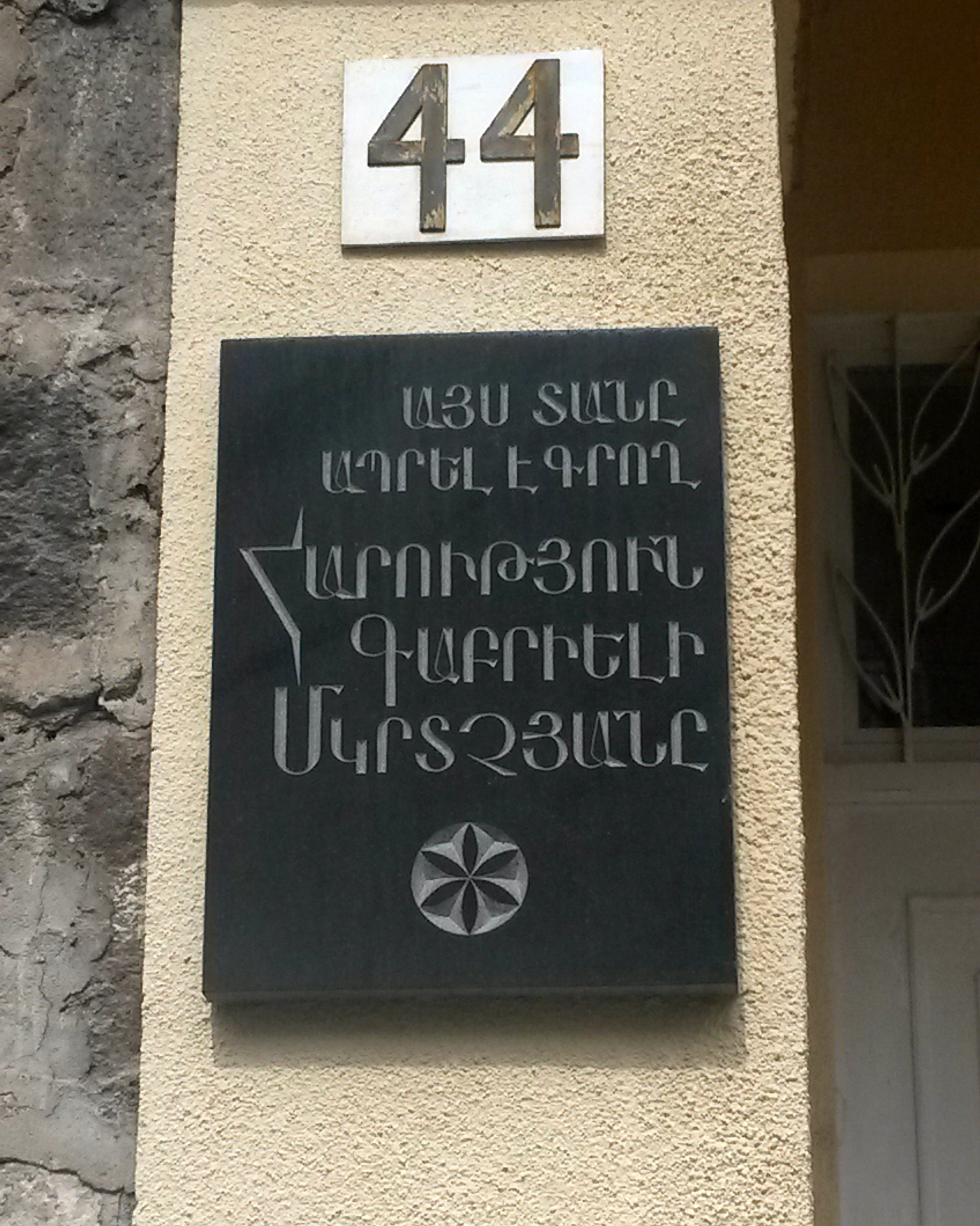
پلاک یادبود